# Сату-Маре
Сату-Маре, Сукмар, Сатмір (рум. Satu Mare, Szatmar, угор. Szatmárnémeti) — місто в північно-західній Румунії, на румуно-угорському етнічному кордоні, на річці Сомеш; 115,1 тис. мешканців (2002). Адміністративний центр повіту Сату Маре. Від назви міста німецькою та їдиш мовами походить назва хасидської сатмарської династії.

## Етимологія
Угорська назва міста, Сатмар, походить від угорського імені Затмар. В історичному творі Gesta Hungarorum вказується, що в X столітті на місці сучасного Сату-Маре існувало поселення під назвою Castrum Zotmar.
З румунської мови назва міста перекладається як «велике село». До 1925 року носив назву Сатмар, з 1925 року офіційно називається Сату-Маре.

## Географія
Сату-Маре розташований в повіті Сату-Маре, в північно-західній Румунії, на річці Сомеш, в 13 км від кордону з Угорщиною і 27 км від кордону з Україною .
Місто розташоване на висоті 126 метрів на алювіальній рівнині Нижній Сомеш . Кордони муніципалітету дорівнюють площі 150,3 квадратних кілометрів .
З геоморфологічної точки зору, місто розташоване на Сомеш Луг з обох сторін річки, яка звужує в безпосередній близькості від міста і розширюється вгору і вниз за течією від нього; затоплений під час сильних дощів, луг має різні географічні конфігурації на краю міста (пісок, долини, мікропониженнях).

### Клімат
Клімат континентальний, що характеризується жарким літом і холодними зимами. Оскільки місто розташоване на півночі країни, взимку тут набагато холодніше, ніж в середньому по країні. Абсолютний максимум (+ 39,4 ° C) був зафіксований 16 серпня 1952 року, абсолютний мінімум (-30.4 ° С) — 24 грудня 1961 року.
Оскільки місто є на самій півночі країни, зима набагато холодніше, ніж в середньому по країні, з середньою температурою −17 ° C (1 ° F), більш низькою, ніж значень, записаних в інших містах в західній Румунії, як наприклад Орадя (- 15 ° С (5 ° F)) . Середньорічна температура в місті становить 9,7 ° C, або з розбивкою по сезонах: весна +10,2 ° C , літо +19,6 ° C , осінь 10,8 ° C і зима 1,7 ° C . Вологість повітря досить висока. Переважно струми вітра дують з північного заходу, в результаті чого навесні і влітку опади. Клімат в цій області є з невеликими відмінностями між максимумами і мінімумами, і є достатня кількість опадів цілий рік. Класифікація кліматів Кеппена визначає для цього клімату підтип — " Cfb "(океанічний клімат).
| Клімат Сату-Маре                             | Клімат Сату-Маре | Клімат Сату-Маре | Клімат Сату-Маре | Клімат Сату-Маре | Клімат Сату-Маре | Клімат Сату-Маре | Клімат Сату-Маре | Клімат Сату-Маре | Клімат Сату-Маре | Клімат Сату-Маре | Клімат Сату-Маре | Клімат Сату-Маре | Клімат Сату-Маре |
| Показник                                     | Січ.             | Лют.             | Бер.             | Квіт.            | Трав.            | Черв.            | Лип.             | Серп.            | Вер.             | Жовт.            | Лист.            | Груд.            | Рік              |
| Абсолютний максимум, °C                      | 14,7             | 17,9             | 26,0             | 30,7             | 32,4             | 36,3             | 37,2             | 39,4             | 37,3             | 28,3             | 24,2             | 18,0             | 39,4             |
| Середня температура, °C                      | −2,8             | −0,6             | 4,5              | 10,4             | 15,7             | 18,8             | 20,4             | 19,8             | 15,5             | 10,1             | 4,9              | 0,1              | 9,7              |
| Абсолютний мінімум, °C                       | −29,3            | −27,6            | −20,6            | −6,4             | −2,6             | 0,6              | 4,9              | 3,5              | −4,7             | −9,3             | −19,6            | −30,4            | −30,4            |
| Норма опадів, мм                             | 39.8             | 35.9             | 35.0             | 44.8             | 63.1             | 81.4             | 69.4             | 62.2             | 45.6             | 46.0             | 47.3             | 53.3             | 598.8            |
| -------------------------------------------- | ---------------- | ---------------- | ---------------- | ---------------- | ---------------- | ---------------- | ---------------- | ---------------- | ---------------- | ---------------- | ---------------- | ---------------- | ---------------- |
| Джерело: Anuarul statistic al României 2007' |                  |                  |                  |                  |                  |                  |                  |                  |                  |                  |                  |                  |                  |

## Історія

Міська ратуша

Археологічні розкопки свідчать, що перші людські поселення в даних місцях існували в епоху кам'яної і бронзової доби. Також тут існували поселення даків .
Згідно з хроніками Gesta Hungarorum, на місці сучасного Сату-Маре в X столітті існувала укріплена фортеця Каструм Затмар .
З XIII століття Сату-Маре був вільним королівським містом. За часів правління родини Баторі русло річки Сомеш було змінено в цілях захисту південного флангу фортеці, в результаті чого Сату-Маре стає островом, сполученим з головною дорогою трьома мостами через річку. В 1562 році фортеця піддавалася облозі військ Османської імперії, а потім Габсбурзької монархії, в результаті чого була зруйнована. Пізніше під командуванням австрійського генерала Лазара Швенді за планами італійського архітектора Оттавіо Балдігара було проведено відновлення фортеці, в результаті чого вона набула п'ятикутної форми з п'ятьма вежами. В середні віки Сату-Маре та Минтая були двома різними містами, розділеними річкою Сомеш, згодом в період між 1712 і 1715 роками відбулося їх об'єднання.
Починаючи з XIII століття, Сату-Маре стає важливим ремісничим центром. З другої половини XIX століття в місті йде будівництво промислових підприємств. Завдяки своєму вигідному розташуванню на перетині важливих торговельних шляхів, місто стає важливим транспортним і залізничним вузлом. В 1871 році була прокладена залізнична лінія, яка пов'язала Сату-Маре та Карей, в 1872 — Мармарош-Сигіт, в 1894 — Бая-Маре.
Після розпаду Австро-Угорщини 15 квітня 1919 місто було захоплене румунськими військами. Згідно Тріанонського договору, підписаного в 1920 році, Трансильванія (включаючи Сату-Маре) відійшла до Румунії. За результатами Другого Віденського арбітражу, Трансильванія (у тому числі Сату-Маре) знову стала частиною угорської території. В 1944 році місто було зайняте військами Радянської армії, що наступала. Після 1945 року місто знов увійшло до складу Румунії.

## Адміністративний поділ
Головою міста є примар, що обирається на 4 роки. З 2012 року примарем Сату-Маре є Дорел Койка, обраний на місцевих виборах. Законодавчу владу здійснює місцева рада, що складається з 23 депутатів.
В адміністративному відношенні місто розділене на 12 районів, один з яких, Сетмерел, є селом, підпорядкованої місту.
Місто також є центром жудеця Сату-Маре, тут розташована префектура і рада жудеця. Як і інші Ради, окружний рада обирається на 4 роки. Префект жудеця призначається урядом .

## Економіка
Сату-Маре є важливим транспортним вузлом.
У місті розвинуте виробництво гірничого та транспортного устаткування, газових плит, текстильна, шкіряна, меблева промисловість.

## Населення
| Історична чисельність населення міста |           |         |         |
| Рік                                   | Населення | Румуни  | Угорці  |
| 1880                                  | ▲ 20,531  | 7.9 %   | 83.1 %  |
| 1890                                  | ▲ 21,874  | 8.1 %   | 89.9 %  |
| 1900                                  | ▲ 28,339  | 7.8 %   | 89.01 % |
| 1910                                  | ▲ 36,460  | 6.3 %   | 91.4 %  |
| 1920                                  | ▲ 38,807  | 15.2 %  | 63.6 %  |
| 1930                                  | ▲ 53,010  | 28.9 %  | 57.1 %  |
| 1941                                  | ▲ 53,406  | 6.6 %   | 90.2 %  |
| 1956                                  | ▲ 53,672  | 36.5 %  | 58.2 %  |
| 1966                                  | ▲ 69,769  | 44.2 %  | 54.9 %  |
| 1977                                  | ▲ 103,544 | 51.04 % | 47.2 %  |
| 1992                                  | ▲ 131,987 | 55.8 %  | 43.2 %  |
| 2002                                  | ▼ 115,142 | 57.9 %  | 39.3 %  |
| 2011                                  | ▼ 102,441 | 54,2 %  | 34,6 %  |
| Джерело:                              |           |         |         |

Станом на 2011 рік, в місті проживало 102441 осіб, що менше в порівнянні з результатами перепису 2002 року.
Національний склад міста у 2011 році виглядав таким чином:
- румуни — 55 904 (54,2 %)
- угорці — 35 723 (34,6 %)
- цигани — 1278 (1.2 %)
- німці — 1002 (1,0 %)
- українці — 164 (0.2 %)
- євреї — 28 (0.0 %)
- інші 8925 (8.9 %)

## Постаті
- Уродженцем Сату-Маре є Густав Ціріц — начальник штабу Української Галицької Армії.

## Українська громада
У 19 столітті в повіті Сату-Маре жили українці греко-католики; ще в 1930-их роках було 10 греко-католицьких парохій з церковно-слов'янською богослужбовою мовою (тепер зрумунізовані або зугорщені).
В самому місті чисельність українців становила по роках:
- 1880—120
- 1890 — 46
- 1900 — 45
- 1910 — 33
- 1920 — * 1930—488
- 1941 — 52
- 1956—149
- 1966—149
- 1977—178
- 1992—312
- 2002—271
- 2011—164

## Господарство
Транспортний вузол, залізнична станція. Виробництво гірського і транспортного устаткування, газових плит; текстильна, шкіряна, меблева промисловість.

## Міста-побратими
Сату-Маре є містом-побратимом таких міст:
- Нідерланди: Зютфен (1970);
- Німеччина: Вольфенбюттель (1974);
- Угорщина: Ньїредьгаза (2000);
- Україна: Ужгород (2006);
- Австрія: Швац (2007);
- Польща: Ряшів (2007);
- Україна: Берегове (2007).

## Галерея

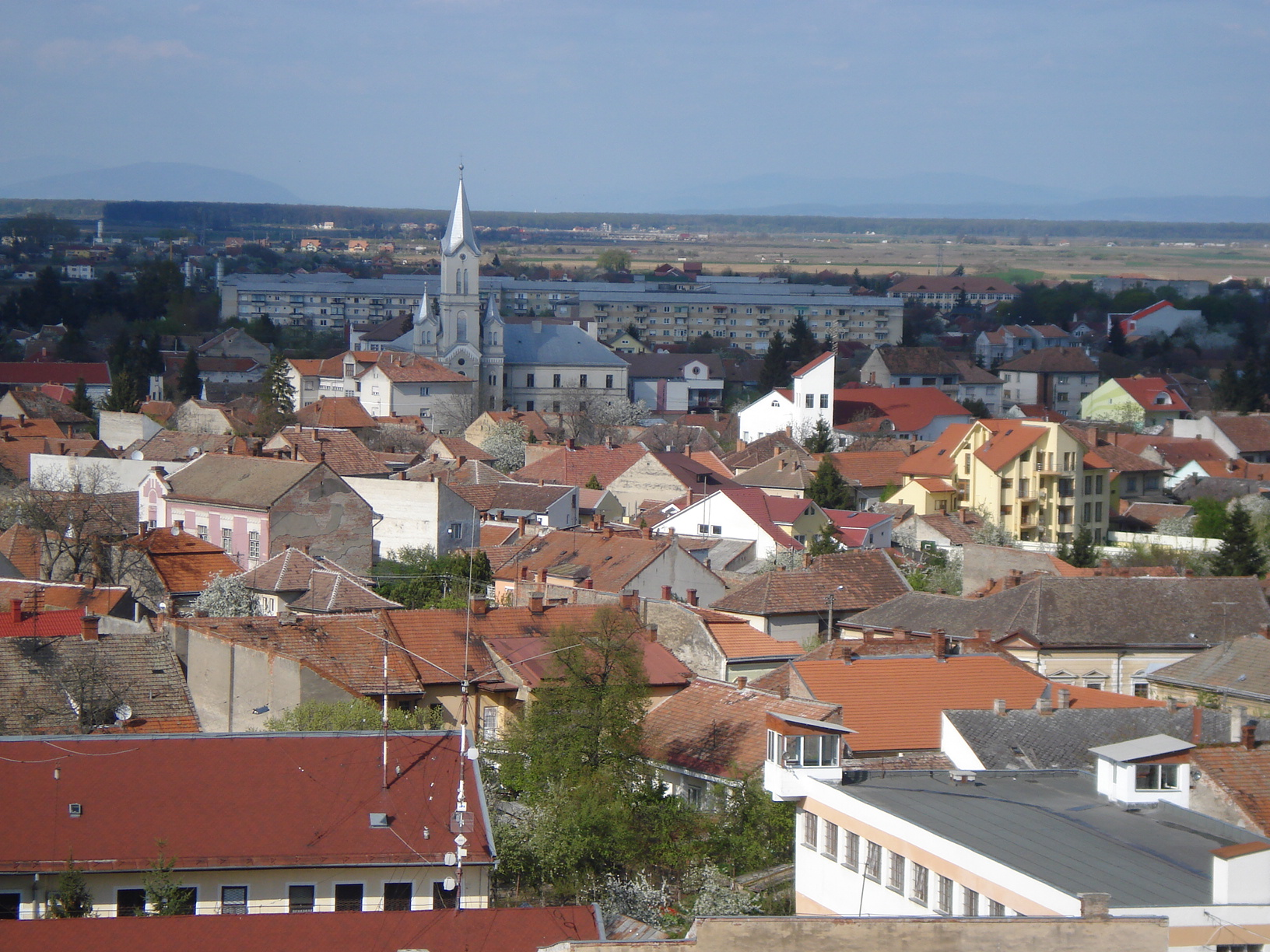
Будинки в Сату-Маре
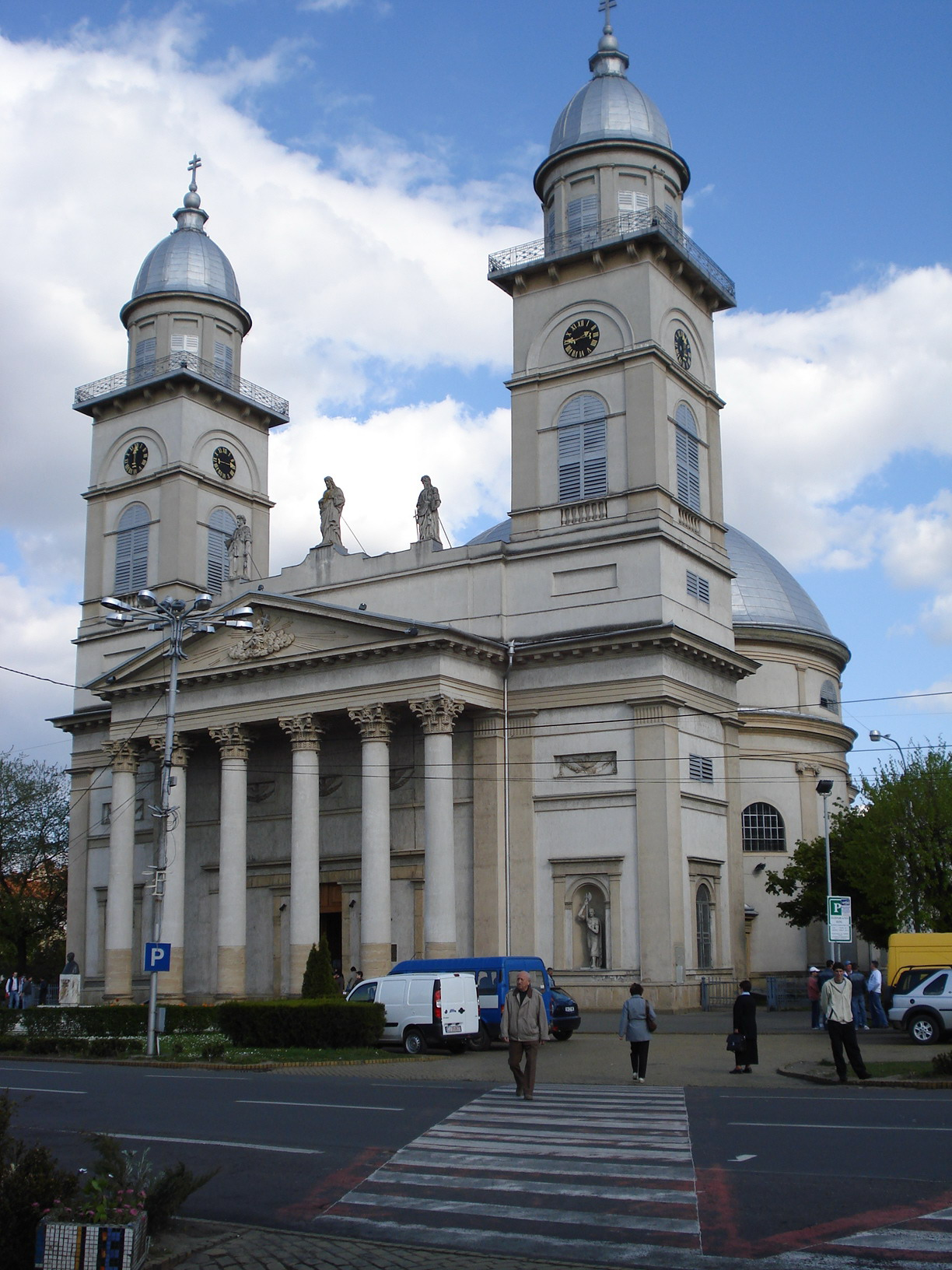
Римсько-католицький собор
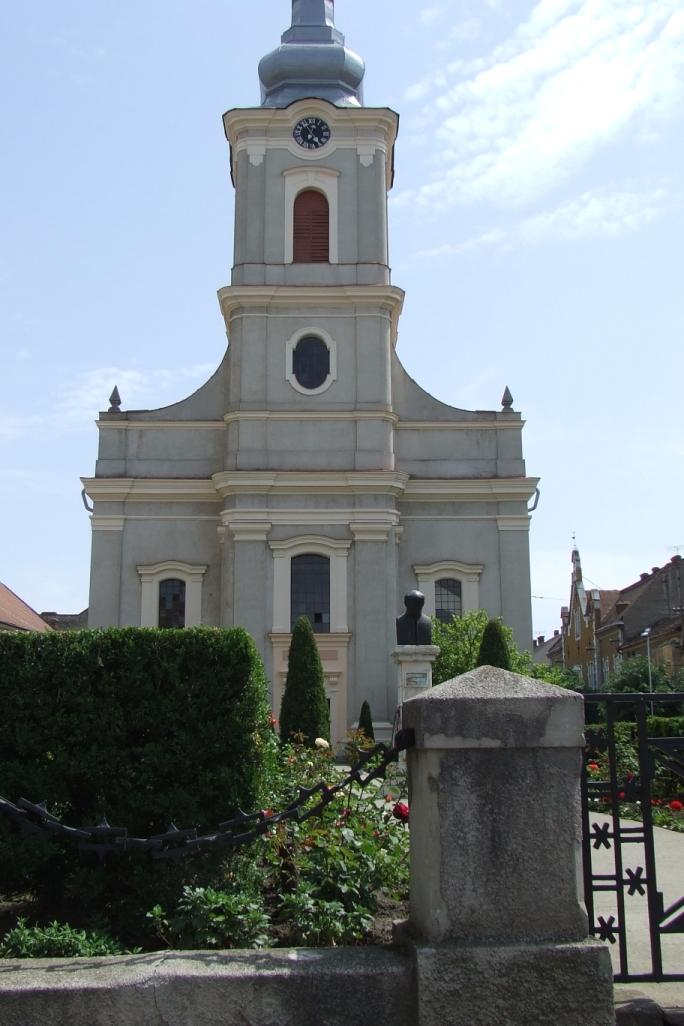
Мережевна церква в Сату-Маре
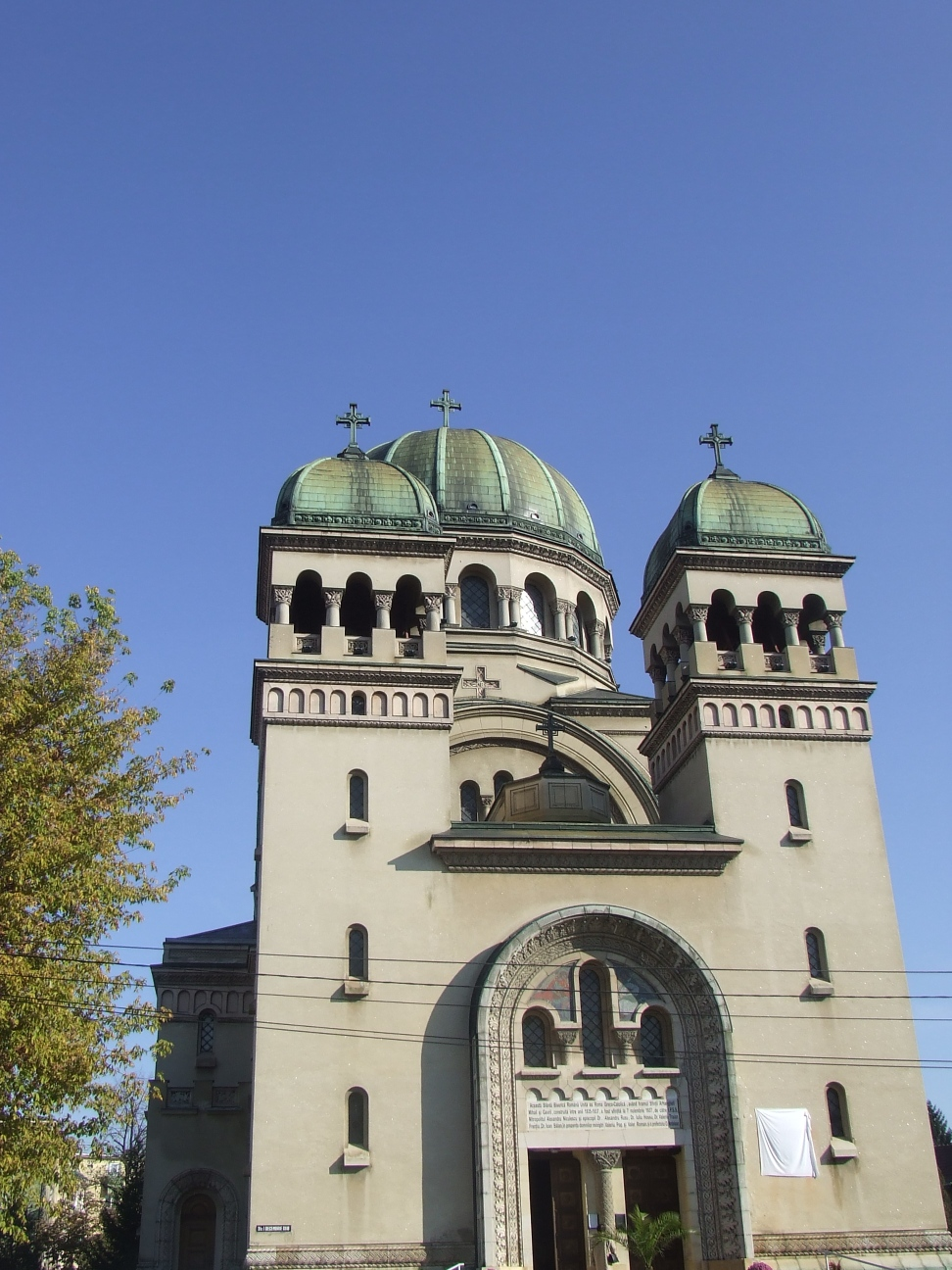
Кафедральний греко-католицький собор сс.Михаїла і Гавриїла
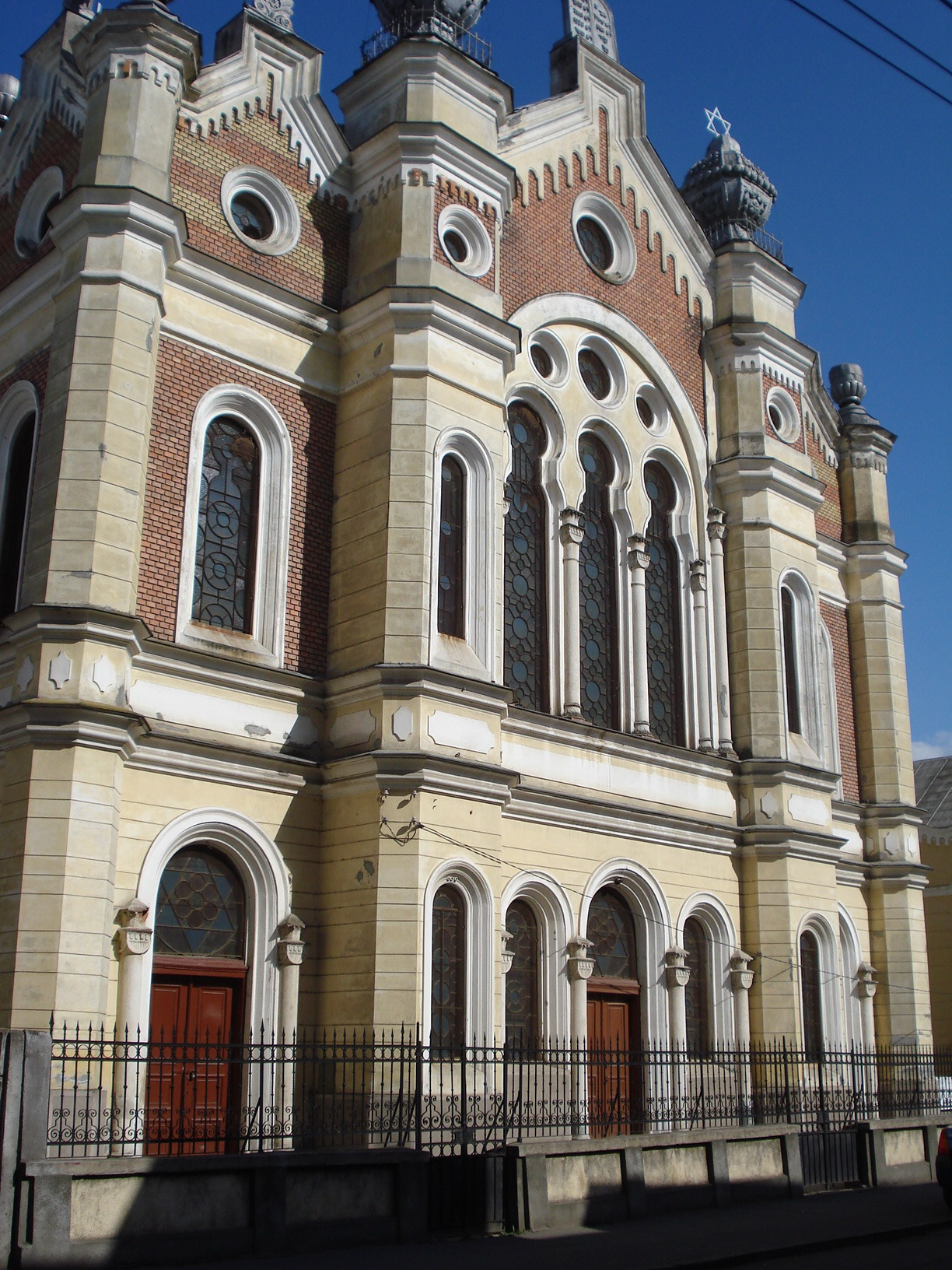
Сатмарська синагога
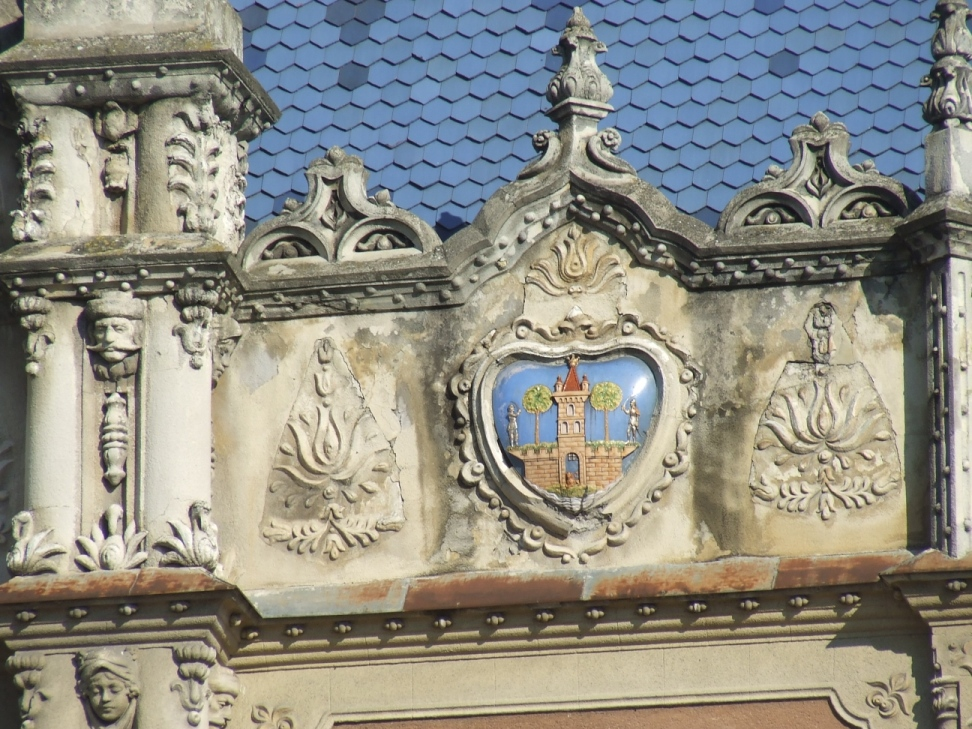
Готель Дачія, деталі